# Musée de la Pêche de Palamós
Pour les articles homonymes, voir pêche.
Ne doit pas être confondu avec Musée de la pêche de Concarneau.
Le Musée de la Pêche (officiellement en catalan : Museu de la Pesca) est un musée consacré à la pêche et situé dans le port de pêche de Palamós en Catalogne.

## Présentation
Le musée conserve l'histoire du patrimoine économique, culturel et social lié à la pratique de la pêche sur le littoral de la Costa Brava.
Le musée comprend une exposition permanente, un centre de documentation de la pêche et de la mer et une salle de classe gastronomique et de découverte des espèces et de la cuisine traditionnelle.

## Parcours muséographique

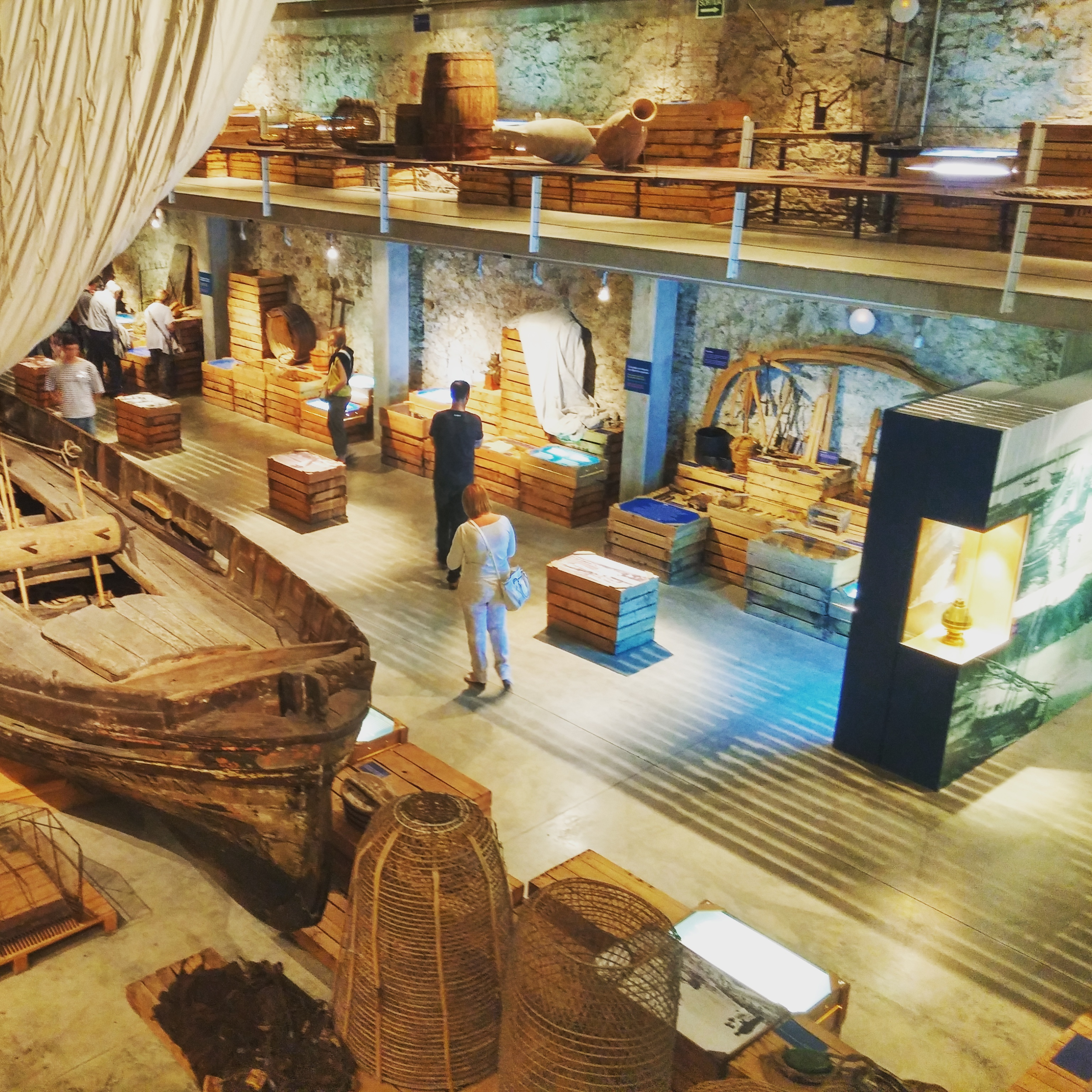
Vue du parcours muséal.

Le musée est organisé selon un parcours pédagogique en cinq parties qui se suivent : 
- Què es pesca ? (en français : La pêche, qu'est-ce c'est ?) ;
- On i des d'on es pesca ? (en français : Où et depuis quel endroit pêche-t-on?) ;
- Qui és qui en el món pesquer ? (en français : Qui est qui dans le monde pêcheur ?) ;
- Com es pescava i com es pesca (en français : Comment pêchait-on et comment on pêche) ;
- Escenari futur : (en français : Les scénarii futurs).

## Pièces remarquables du musée

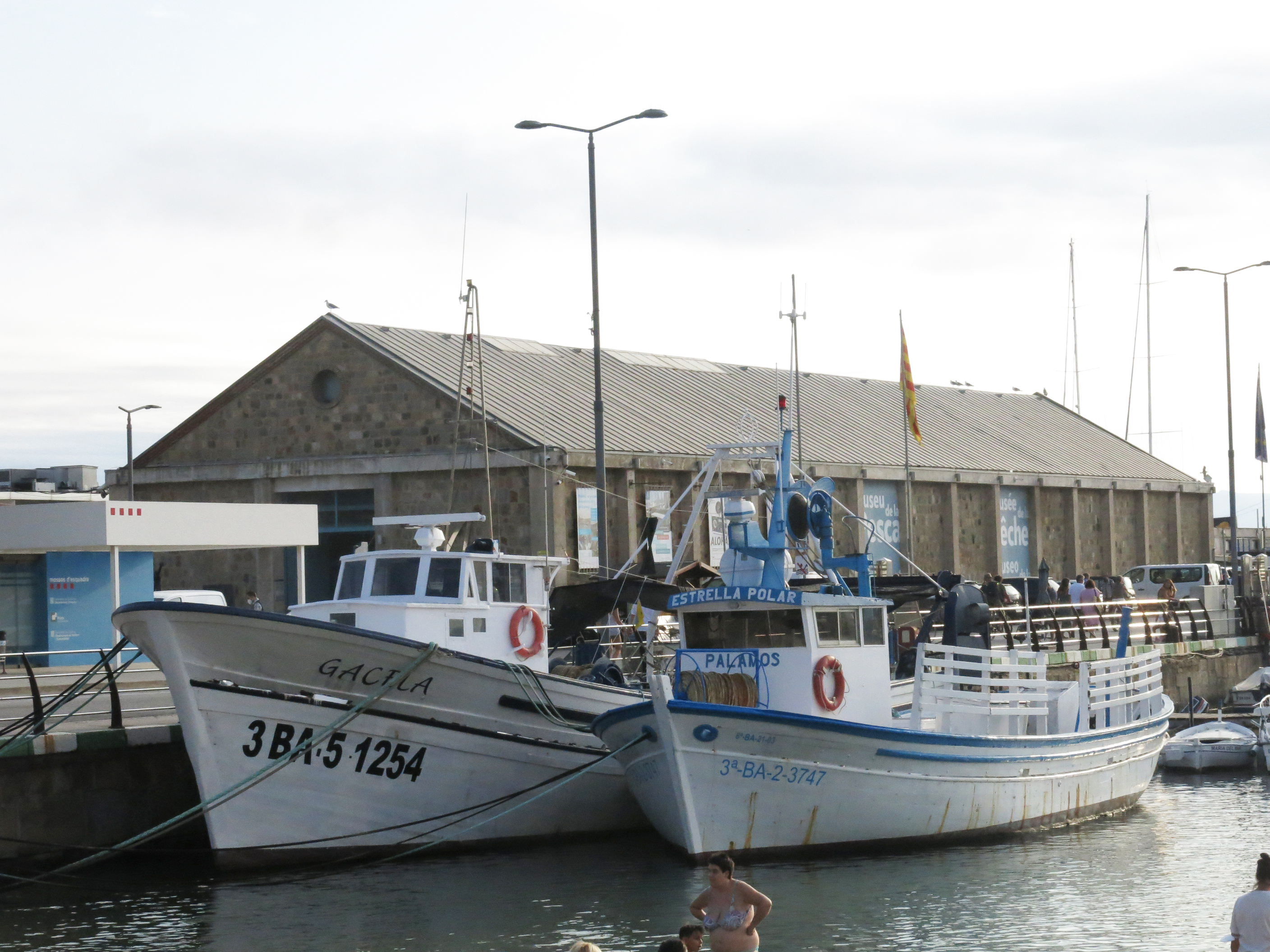
Les bateaux La Gacela et L'Estrella Polar, devant le musée.

- Assiette de céramique : Fragment d'une assiette en argile cuite et décorée de poissons et de crustacés. Au centre de l'assiette se trouve un creux pour la sauce. Elle est originaire d'Empúries et de l'époque grecque au IVe siècle av. J.-C.;
- Treuil : Outil pour ancrer et sortir les embarcations. De retour sur la terre ferme, les pêcheurs tiraient les bateaux sur la plage à la force des bras et avec l'aide d'animaux ou de treuils;
- Outils de réparation des filets : Les filets faits de coton ou de chanvre se brisaient plus facilement que ceux en nylon. Les filets étaient réparés par des groupes de femmes sur la plage ou au pied du bateau;
- Boussole : Aiguille ou boussole d'un pêcheur du début du XIXe siècle;
- Flotteurs en verre : Éléments auxiliaires de l'art du chalutage. Ces flotteurs de forme sphérique sont placés dans un sac en filet attaché à la partie supérieure de l'armature du filet. Ils flottent et ouvrent ainsi le chalut. Ils ont été remplacés par des flotteurs en plastique.
- Bateaux de pêche' : Présentation et visite de La Gacela (en français : La Gazelle) et de L'Estrella Polar (en français : L'Étoile Polaire), deux exemples d'embarcations de pêcheurs de la côte catalane, l'un servant au chalutage et l'autre à la pêche à la senne[4].